# Friedrich Gustav Lisco
Friedrich Gustav Lisco (auch Lisko oder Liscow; * 12. Februar 1791 in Brandenburg an der Havel; † 5. Juli 1866 in Berlin) war ein deutscher evangelischer Theologe.

## Leben und Wirken
Lisco war ein Sohn von Christian Ernst Friedrich Lisco (1764–1821), Pfarrer und später Superintendent in Brandenburg. Lisco studierte von 1809 bis 1812 an der Universität Viadrina in Frankfurt (Oder) und der Berliner Universität, unter anderem bei Friedrich Schleiermacher, Wilhelm Martin Leberecht de Wette, August Boeckh und Johann Gottlieb Fichte. Anschließend arbeitete er als Lehrer, unter anderem am Friedrich-Wilhelms-Gymnasium. Ab 1814 wirkte er als Prediger in Berlin; zuerst an der Hofgerichtskirche, ab 1820 zusätzlich an der Marienkirche. 1824 erhielt er die Pfarrstelle an der Gertraudenkirche am Spittelmarkt, die er bis zu seinem Tod innehatte. Seine Predigten erfreuten sich großer Beliebtheit im Berliner Bildungsbürgertum. Von 1864 bis 1866 wirkte er nebenamtlich als Superintendent des Kirchenkreises Kölln-Stadt.
Ab 1828 veröffentlichte Lisco Sammlungen seiner Predigten und bald darauf auch Abhandlungen zu biblischen Büchern und Themen. 1834 erschien eine kommentierte Ausgabe des Neuen Testaments, die mehrere Neuauflagen erlebte. 1851 folgte eine kommentierte Ausgabe des Alten Testaments. Unter den weiteren Schriften ist besonders Das wohlthätige Berlin. Geschichtlich-statistische Nachrichten über die Wohlthätigkeits-Uebung Berlin's von 1846 zu erwähnen, eine Aufstellung sämtlicher karitativer Vereine und Einrichtungen der preußischen Hauptstadt. 
Lisco beteiligte sich auch selbst an kirchlichen und gemeinnützigen Vereinen. Er gehörte zu den Gründern der Berliner Missionsgesellschaft und des Berliner Asylvereins für Obdachlose. Daneben war er kirchenpolitisch im Sinne seines Lehrers und Pfarrerkollegen Schleiermacher aktiv. 1825 beteiligte er sich an dem Protestschreiben von zwölf Berliner Pfarrern gegen die von König  Friedrich Wilhelm III. für verbindlich erklärte Agende (siehe Agendenstreit).
Am 1. November 1839 wurde er zum Ehrendoktor der theologischen Fakultät der Berliner Universität ernannt.
Sein Sohn war der Prediger Emil Gustav Lisco.

## Schriften
- Die Offenbarungen Gottes in Geschichte und Lehre nach dem Alten und Neuen Testament. Hamburg 1830
- Die Parabeln Jesu. 1832
- Das christliche Kirchenjahr. 1834–35
- Biblische Betrachtungen über Johannes den Täufer. Berlin 1836
- Die Herrlichkeit des zwölfjährigen Jesus. Berlin 1836
- Paulus und Silas im Gefängnisse zu Philippi. Berlin 1836
- Christenspiegel. Berlin 1837
- Das christlich apostolische Glaubensbekenntnis. Berlin 1839
- Katechismus der christlichen Lehre. Berlin 1839
- Das Ceremonial-Gesetz des Alten Testamentes. Berlin 1842
- Erbauet euch auf allerheiligsten Glauben. Berlin 1843
- Stabat Mater, Hymnus auf die Schmerzen der Maria: nebst einem Nachtrage zu den Uebersetzungen des Hymnus Dies irae: zweiter Beitrag zur Hymnologie. Berlin: G.W.F. Müller 1843 (Digitalisat)
- Die Wunder Jesu Christi: exegetisch-homiletisch bearbeitet. 2., verm. u. verb. Aufl. Berlin: Müller 1844
- Mittheilungen über die evangelischen Kirchen und Kirchen-Ministerien Berlins. Berlin 1845
- Das wohlthätige Berlin. Berlin 1846 (Digitalisat)
- Das Alte Testament nach der deutschen Übersetzung Dr. Martin Luthers mit Anmerkungen, Einleitungen, einer Harmonie der vier Evangelien…  Berlin 1851
- Die Bibel mit Erklärungen etc. 1852–53
- Zur Kirchengeschichte Berlins. Berlin 1857
- Christliche Lehre. Berlin 1860
- Einleitung in die Bibel. 1861
- Zustände des sittlichen und kirchlichen Lebens in Berlin. Berlin: Lobeck, 1868